# Sabang (Palawan)
Sabang est un petit village (ou sitio) situé sur la côte ouest de l'île de Palawan, aux Philippines. Il fait partie de la ville de Puerto Princesa et appartient au barangay Cabayugan. Sabang est fréquemment visité par les touristes comme point d'accès au parc national de la rivière souterraine de Puerto Princesa,.

## Galerie

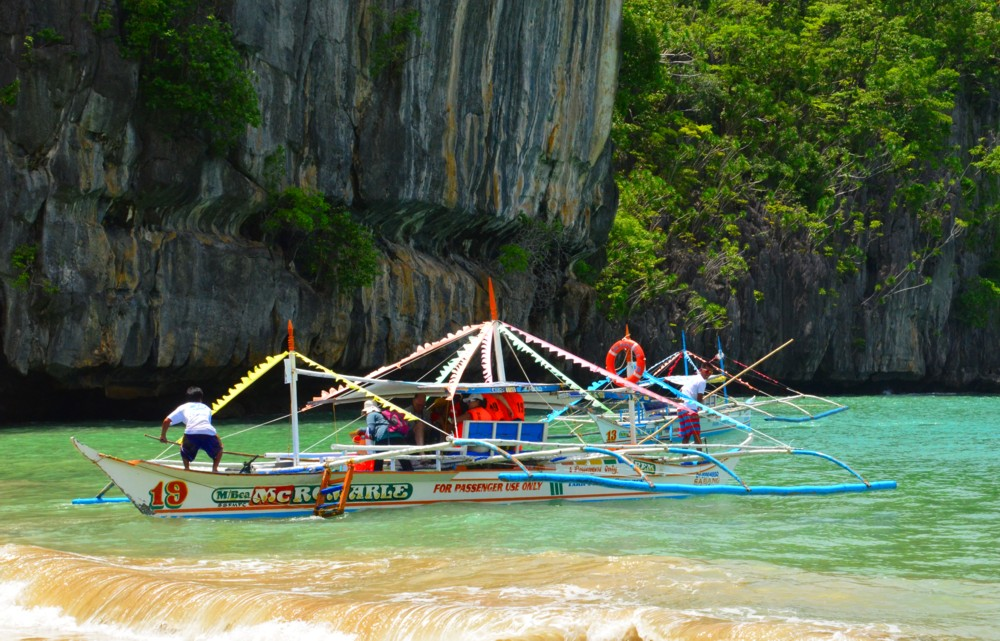
Transport par bateau vers la Rivière Souterraine au large de Sabang Beach
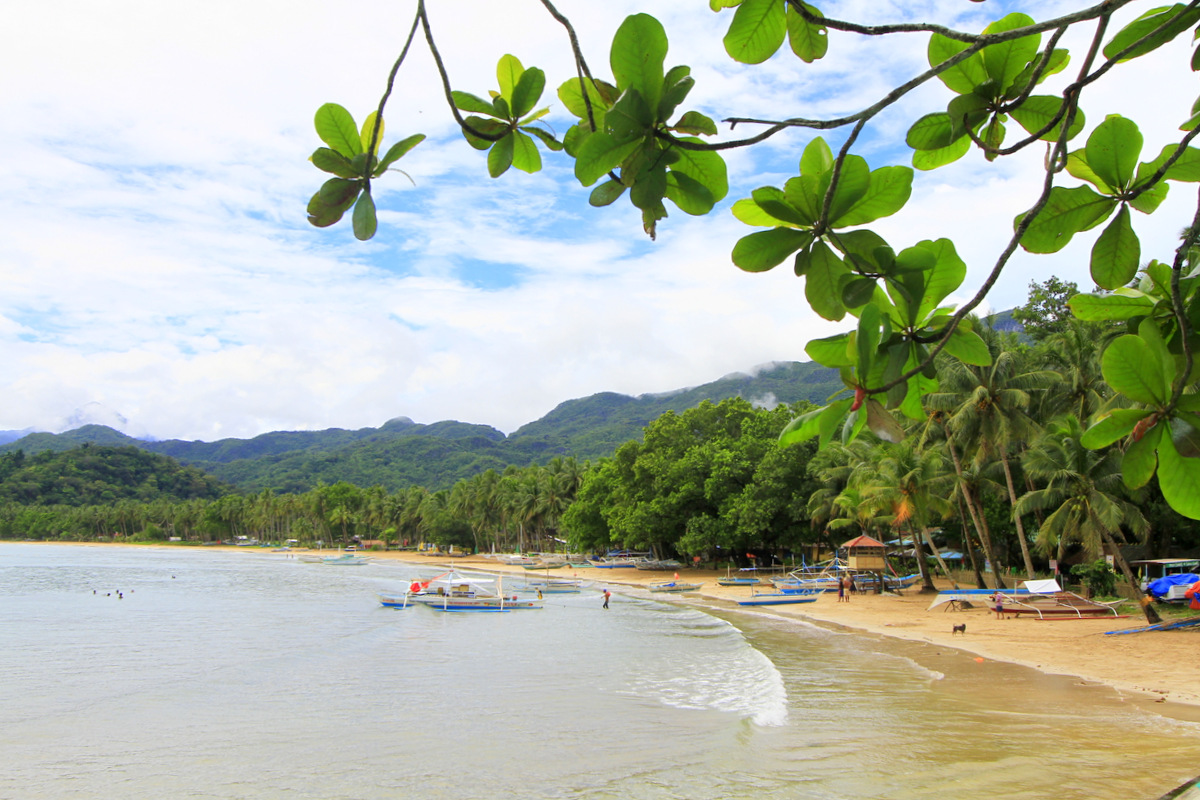
Sabang Beach
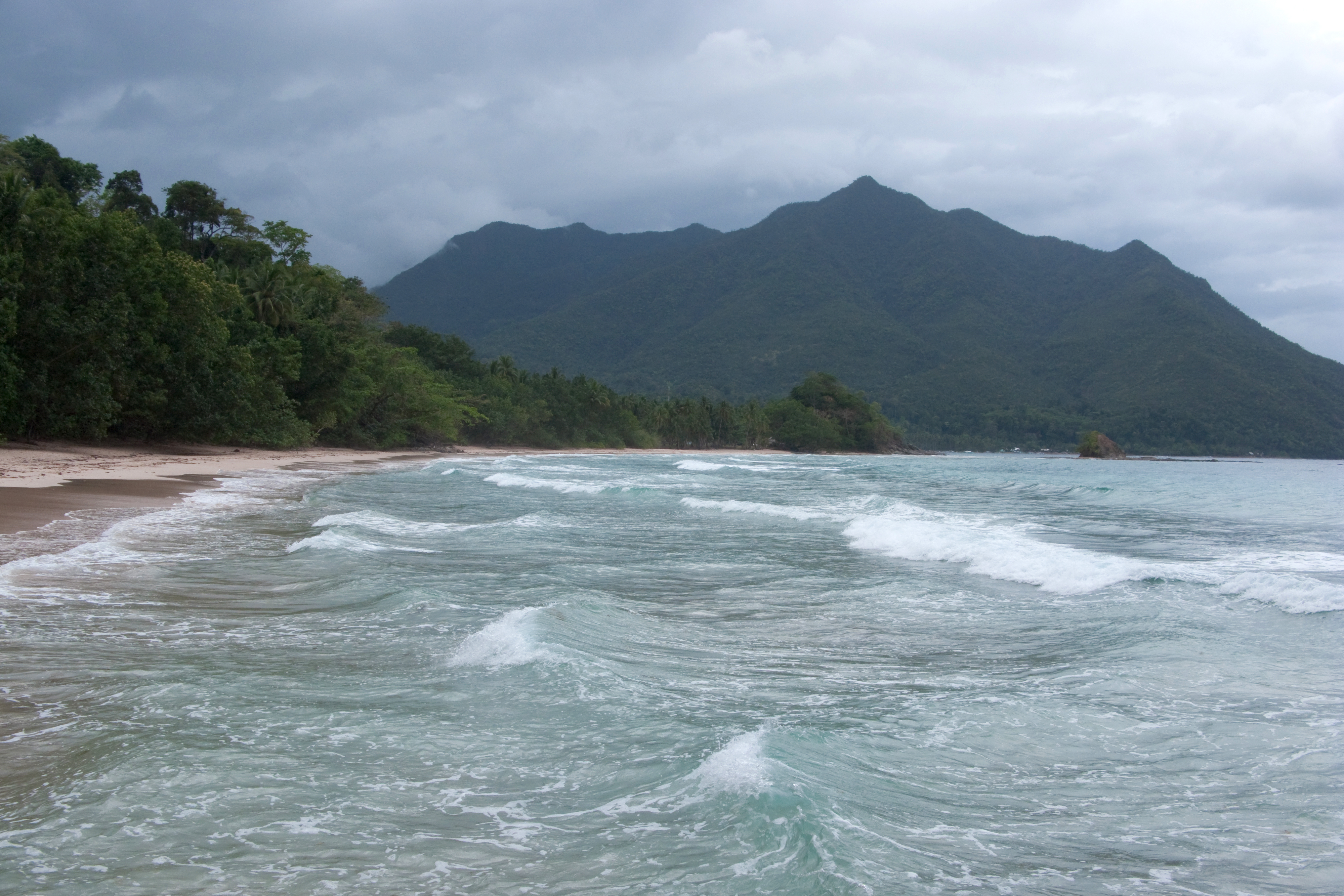
Sabang Beach
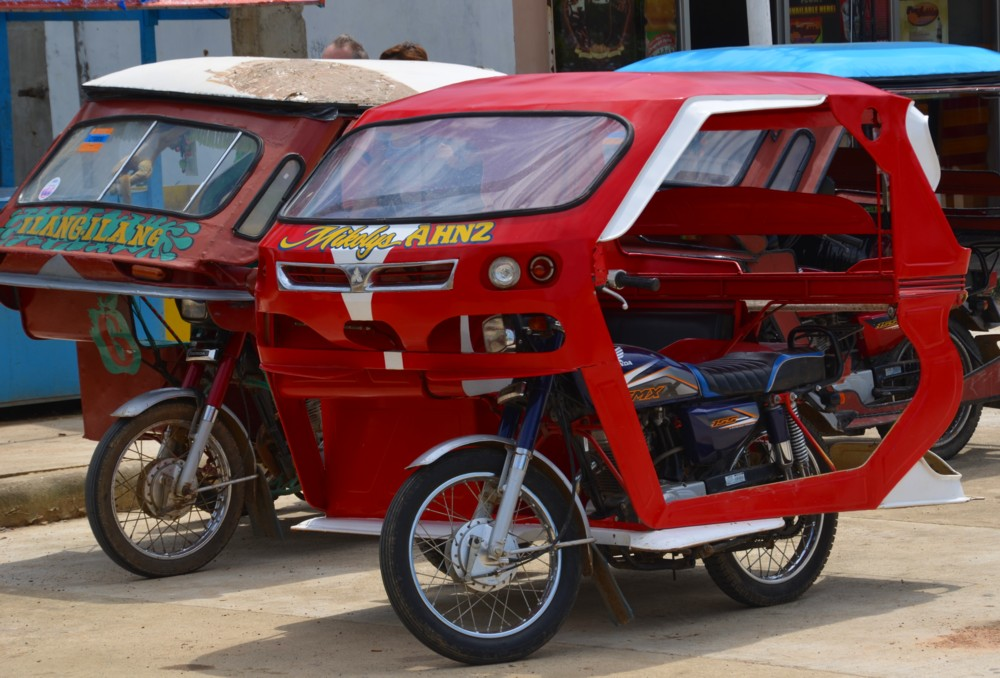
Tricycles-taxis locaux à Sabang
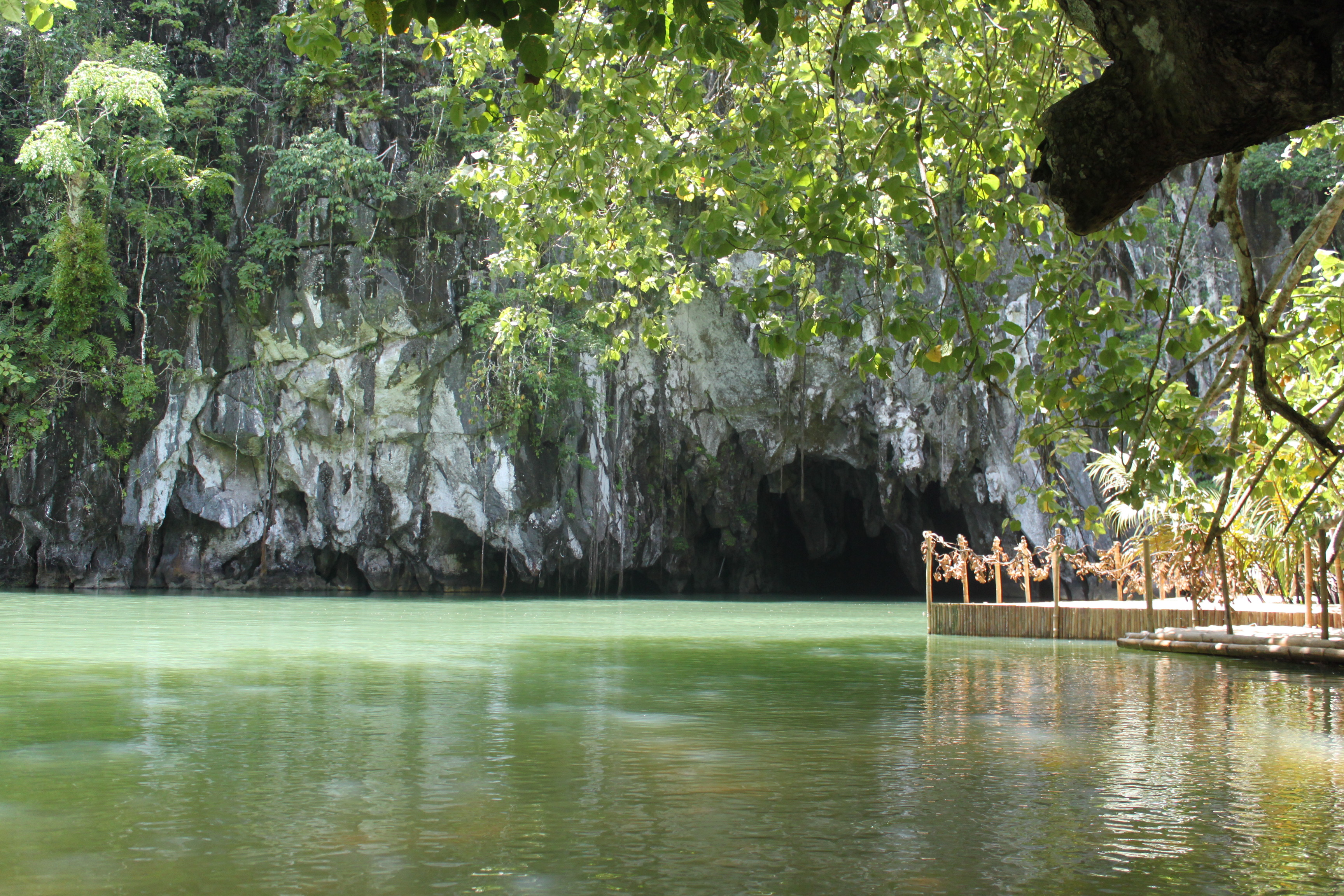
La rivière souterraine en 2012
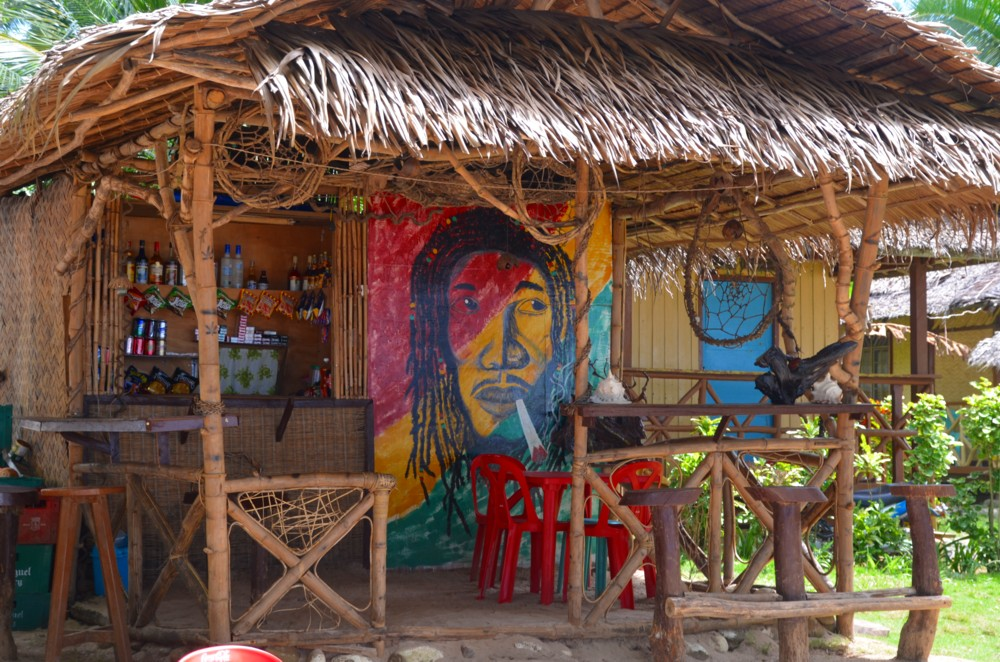
Café à Sabang
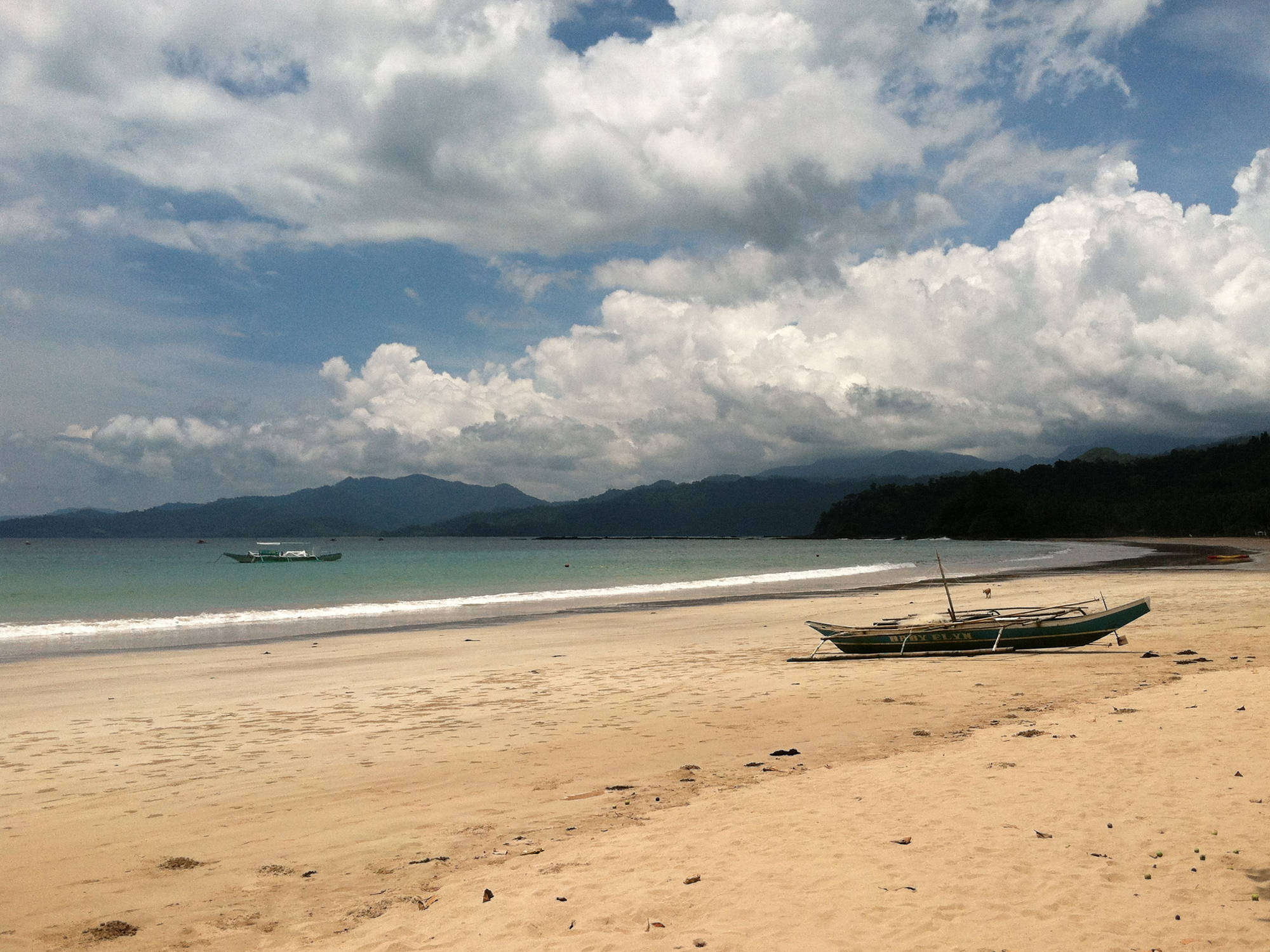
Sabang Beach
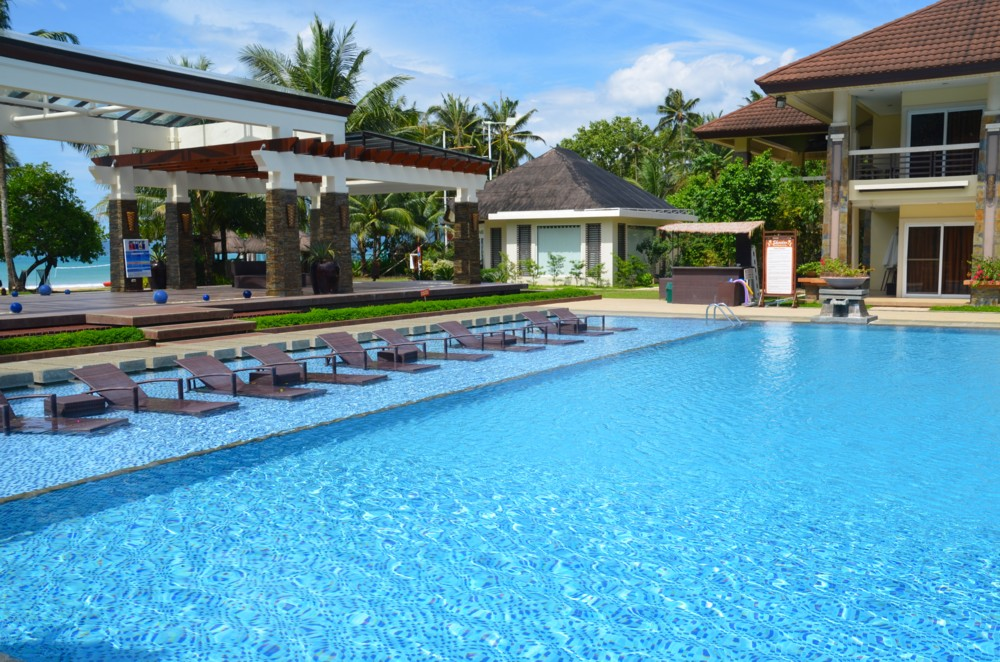
Un complexe hôtelier haut de gamme sur la plage de Sabang
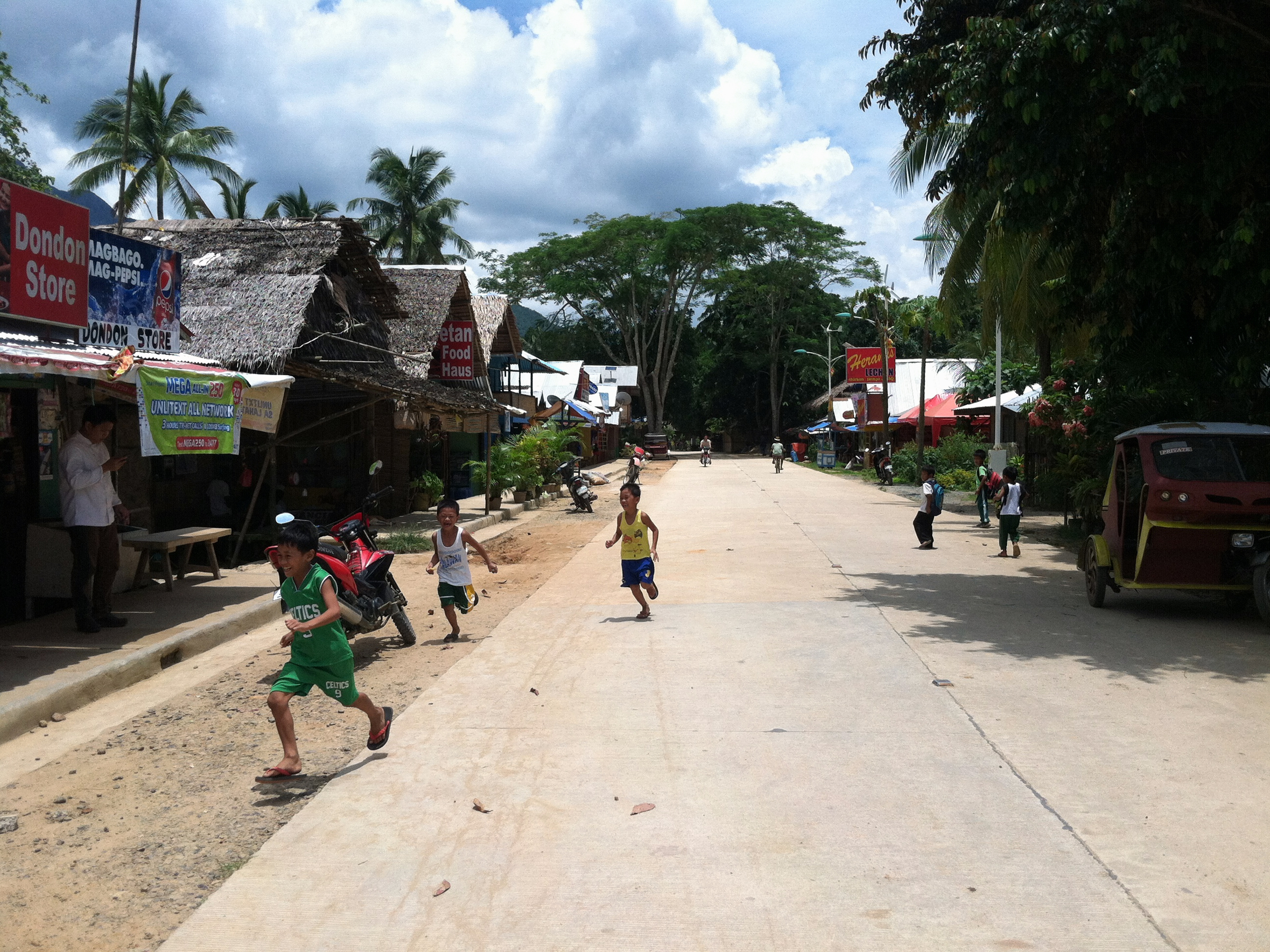
La route principale qui traverse Sabang